# Російський переклад (телесеріал)
«Російський переклад» (рос. Русский перевод) — російський телесеріал 2006 року. Знімався в трьох країнах (Росія, Азербайджан та Туніс) із залученням французьких фахівців зі спецефектів і великої кількості справжньої важкої військової техніки. Літературною основою фільму став роман «Журналіст», написаний Андрієм Константиновим, автором «Бандитського Петербурга».

Герб Південного Ємена

Літературною обробкою сценарію займався Едуард Володарський, а режисером-постановником став Олександр Черняєв. Музику до фільму написав композитор Ігор Корнелюк. Головні ролі у «Російському перекладі» зіграли молодий актор Микита Звєрєв та дружина режисера Марина Черняєва. У другорядних ролях знялися Сергій Сєлін, Олександр Пашутін, Тетяна Абрамова, Сергій Векслер, Олександр Цуркан, Раміль Сабітов.